# Unterhombach
Unterhombach ist ein Ortsteil im Stadtteil Herrenstrunden von Bergisch Gladbach. 

## Geschichte
Der Name Unterhombach bezieht sich auf eine wahrscheinlich frühneuzeitliche Siedlungsgründung mit dem Namen Hombach, die das Urkataster westlich von Herkenrath im Bereich der heutigen Straße Hombacher Weg verzeichnet. Zur Unterscheidung der Siedlungen von dem eigentlichen Siedlungsnamen fügte man den beiden benachbarten Siedlungen Unter (für Unterhombach) bzw. Ober (für Oberhombach) voran. Die alte Schreibweise „hohnbach“ (hohn = Hagen = Wald/Niederwald) beschreibt die Umgebung der Siedlung mit Waldungen.